# Colleferro
Colleferro – miasto i gmina we Włoszech, w regionie Lacjum, w prowincji Rzym.
Według danych na rok 2004 gminę zamieszkiwało 20 025 osób, 741,7 os./km².

## Współpraca
- Colmenar Viejo, Hiszpania